# Șoimeni, Harghita

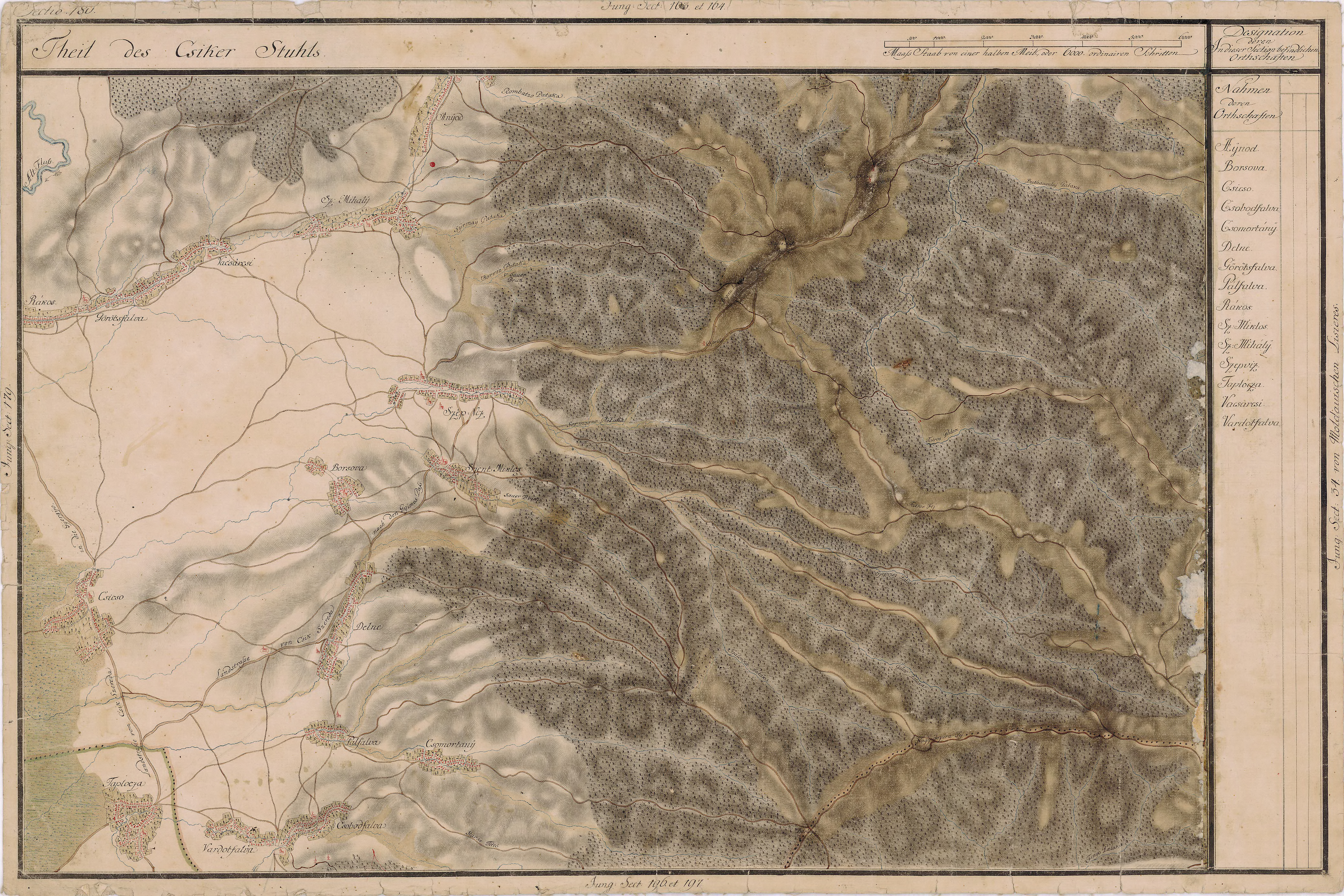
Șoimeni în Harta Iosefină a Transilvaniei, 1769-73

Șoimeni (în maghiară Csíkcsomortán) este un sat în comuna Păuleni-Ciuc din județul Harghita, Transilvania, România.
 Acest articol despre o localitate din județul Harghita este deocamdată un ciot. Puteți ajuta Wikipedia prin completarea lui.